# Harimau Tandang
Harimau Tandang is een bestuurslaag in het regentschap Ogan Ilir van de provincie Zuid-Sumatra, Indonesië. Harimau Tandang telt 1123 inwoners (volkstelling 2010).